# 中央統計庁 (インドネシア)
中央統計庁 (ちゅうおうとうけいちょう、インドネシア語:Badan Pusat Statistik、英語：Statistics Indonesia）は、インドネシアにおける他の省庁に属さない大統領直属の政府機関である。略称はBPS

## 概要
インドネシア国の統計制度は，分散型の日本と異なり集中型である。インドネシア国では国家の基本的な統計のすべてをBPSが作成し，各省庁はじめ地方政府などの行政機関，大学，研究機関や民間に提供している。

## 組織
長官の下に副長官及び官房長が置かれ、副長官の下に4局(Bureau or Directorate), 17部課（Department or Division）が設置されている。

## 地方支部局
33の州統計事務所があり、その下に県統計事務所及び市統計事務所が計416事務所設置されている。さらに各Kecamatanに1名の統計官が配置されている。